# الانتخابات في تونس

محرك بحث قوقل يوم 23 أكتوبر 2011، برموز صندوق الإقتراع والعلم التونسي، بمناسبة السعي إلى إنجاز أول انتخابات ديموقراطية بعد الثورة والإطاحة بنظام بنعلي.

قبل الثورة التونسية سنة 2011، وكانت الانتخابات في تونس تعقد كل خمس سنوات، وينتخب كل من رئيس الجمهورية وأعضاء من كلا السلطتين التشريعية. كما تجرى أيضا انتخابات بلدية. وفي أعقاب الثورة، أجريت انتخابات لجمعية التأسيسية (المجلس الوطني التأسيسي) لإصدار دستور لتونس جديد. تحديدا في 23 أكتوبر 2011 واسفرت عن فوز حزب حركة النهضة رفقة حزبي المؤتمر من أجل الجمهورية وحزب التكتل وشكل الثلاثي ان ذاك ما يعرف بحكومة الترويكا وبعد المصادقة علي دستور 27 يناير 2014 تمت اوخر العام نفسه انتخابات رئاسية انتصر فيها الباجي قايد السبسي وانتخابات تشريعية اسفرت عن فوز حركة نداء تونس.

## نسب المشاركة

### النهائية
| الانتخابات           | النسبة                 |
| -------------------- | ---------------------- |
| المجلس التأسيسي 2011 | 51.57%                 |
| التشريعية 2014       | 68.36%                 |
| الرئاسية 2014        | 62.91% (الدورة الأولى) |
| الرئاسية 2014        | 60.1% (الدورة الثانية) |
| البلدية 2018         | 35.6%                  |

### التطور يوم الانتخاب
| الانتخابات           | الساعة ال10 / 11 | الساعة ال12 / 12.30 | الساعة ال15 / 16:30 | الساعة ال18 / 19:30 |
| -------------------- | ---------------- | ------------------- | ------------------- | ------------------- |
| المجلس التأسيسي 2011 |                  |                     |                     |                     |
| التشريعية 2014       | 25.48%           | -                   | 50.48%              | 59.99%              |
| الرئاسية 2014        | 11.85%           |                     | 53.73%              |                     |
| الرئاسية 2014        | 14.04%           | 36.8%               | -                   | 59.04%              |
| البلدية 2018         | 5%               | 13%                 | 20.4%               | 33%                 |